# تالار عروسی

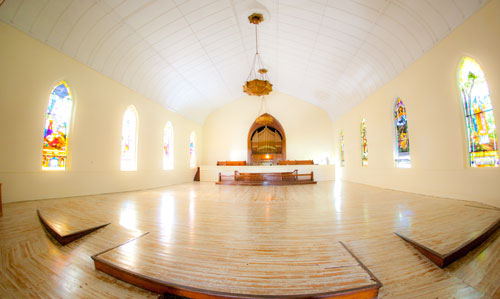
تالاری در کینگستون، نیویورک

تالار عروسی ساختمان یا اتاقی است، به غیر از محضر، که در آن به‌طور منظم ازدواج انجام می‌شود. معمولاً تالارهای عروسی مکان‌هایی برای میزبانی عروسی در مناطق تفریحی هستند تا مهمانان را به اقامت در اتاق‌های هتل پذیرایی و قمار را تشویق کنند.
در اکثر جوامع پذیرایی از مهمانان قبل از اینکه زن و شوهر زندگی خود را آغاز نمایند یک سنت است و ممکن است چند ساعت یا چند روز به طول انجامد.
در گذشته جشن‌های عروسی در خانه برگزار می‌شد و این مراسم از بعد از ظهر با پذیرایی و شام به پایان می‌رسید. انتخاب نوع پذیرایی معمولاً به وضعیت خانواده‌ها بستگی دارد. به مرور و در آغاز قرن بیستم برگزاری این مراسم در تالارهای پذیرایی رایج شد. مکان‌هایی که امکان برنامه‌ریزی و پذیرایی از مهمانان را در جشن عروسی به عهده داشتنند. مکان‌های معمول برگزاری مراسم عروسی شامل تالارهای پذیرایی، هتل‌ها و رستوران‌ها است.

## مشکلات انتخاب تالار
یکی از مشکلات اساسی که زوج‌های جوان با آن همیشه روبرو هستند، رزرو زمان مورد نظر آن‌ها می‌باشد. برای اینکار، آن‌ها مجبور هستند که چند ماه از زمان خود را صرف چرخیدن در تالارها، برای یافتن زمان‌های خالی آن‌ها کنند و یک تالار را رزرو کنند.